# Campionat Mundial de Natació en Piscina Curta de 2018
El XIV Campionat Mundial de Natació en Piscina Curta se celebrarà a Hangzhou (Xina) del 7 al 11 de desembre 2018 sota l'organització de la Federació Internacional de Natació (FINA) i la Federació Xinesa de Natació.
Les competicions es realitzaran a les piscines del Centre d'Exposicions Internacionals de la ciutat xinesa.